# Capim
Capim là một đô thị thuộc bang Paraíba, Brasil. Đô thị này có diện tích 78,165 km², dân số năm 2007 là 4304 người, mật độ 55,1 người/km².